# Crominância
A crominância (C), é um dos dois elementos que conformam um sinal de vídeo, junto com a luminância (Y). A crominância refere-se ao valor das cores, enquanto a luminância se refere às luzes -branco e preto-. Os diferentes sistemas de difusão de vídeo -NTSC, PAL, SECAM, etc.- permitem misturar ou enviar por separado ambos os elementos.
Em retransmissões televisivas, os valores C/Y são o primeiro a comprovar, posto que uma má qualidade ou sincronização resultaria num pêssimo sinal.